# Nunatak Gvozdeva
Nunatak Gvozdeva är en nunatak i Antarktis. Den ligger i Västantarktis. Inget land gör anspråk på området. Toppen på Nunatak Gvozdeva är 336 meter över havet.
Terrängen runt Nunatak Gvozdeva är kuperad åt sydväst, men åt nordost är den platt. Trakten är obefolkad. Det finns inga samhällen i närheten.